# Joko Diss
Joko Diss ist ein gemeinsamer Hip-Hop-Song der deutschen Rapper Eko Fresh, Frauenarzt, Manny Marc und Bass Sultan Hengzt. Er wurde am 15. Februar 2014 über das Label Distri veröffentlicht. Es handelt sich um einen Disstrack an Joko Winterscheidt, der in Deutschland, Österreich und Schweiz in die Charts gelangte.

## Hintergrund
Als Teil einer Performance für die Fernsehshow Circus HalliGalli besuchte Joko Winterscheidt ein Hip-Hop-Konzert von Sido und trat als Überraschungsgast unter dem Pseudonym „Deutschlands frechster Frechdachs“ auf. In dem von seinem Kollegen Klaas Heufer-Umlauf geschriebenen Disstrack, den er „eher unbeholfen“ performte, disste er die anwesenden Rapper Eko Fresh, Frauenarzt, Manny Marc und Bass Sultan Hengzt. Inhaltlich war es ein schlecht geschriebener Song mit recht simplen Reimen und einfachen Beleidigungen, den er von einem Zettel ablesend vortrug. Dieser war offensichtlich als Parodie auf die Gangsta-Rap-Klischees gedacht. Der Auftritt wurde am 31. März 2014 auf ProSieben ausgestrahlt.
Zwei Wochen später am 14. April 2014 antworteten  Eko Fresh, Frauenarzt, Manny Marc und Bass Sultan Hengzt in der Sendung Circus HalliGalli. Sie stürmten in der Mitte der Sendung die Bühne und verbrannten eine Joko-Puppe. Anschließend trugen sie ihren Disstrack vor. Der Song wurde später vom Label Distri als Single veröffentlicht. Der Song wurde von Isy B. produziert.

## Charts und Chartplatzierungen
Der Song erreichte Chartplatzierungen in den deutschen, österreichischen und schweizerischen Singlecharts.
| ChartsChartplatzierungen | Höchstplatzierung | Wochen |
| ------------------------ | ----------------- | ------ |
| Deutschland (GfK)        | 24 (2 Wo.)        | 2      |
| Österreich (Ö3)          | 18 (2 Wo.)        | 2      |
| Schweiz (IFPI)           | 35 (1 Wo.)        | 1      |